# Reform (Alabama)
Reform – miasto w Stanach Zjednoczonych, w stanie Alabama, w hrabstwie Pickens. W roku 2023 miasto zamieszkiwało 1461 osób, a gęstość zaludnienia wynosiła 69,9 osoby/km².